# Grachtengordel

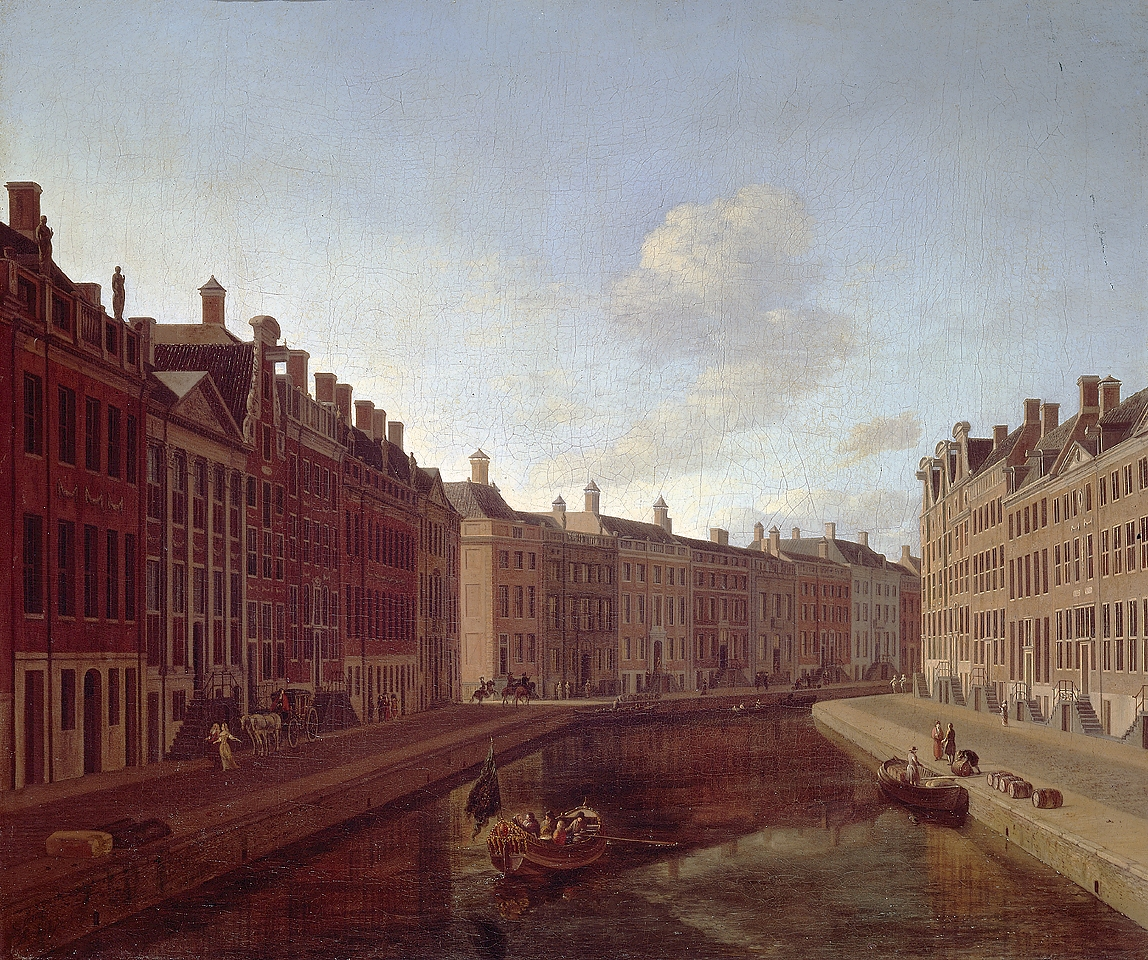
De bocht van de Herengracht, Gerrit Adriaenszoon Berckheyde, 1685, obecnie w Rijksmuseum

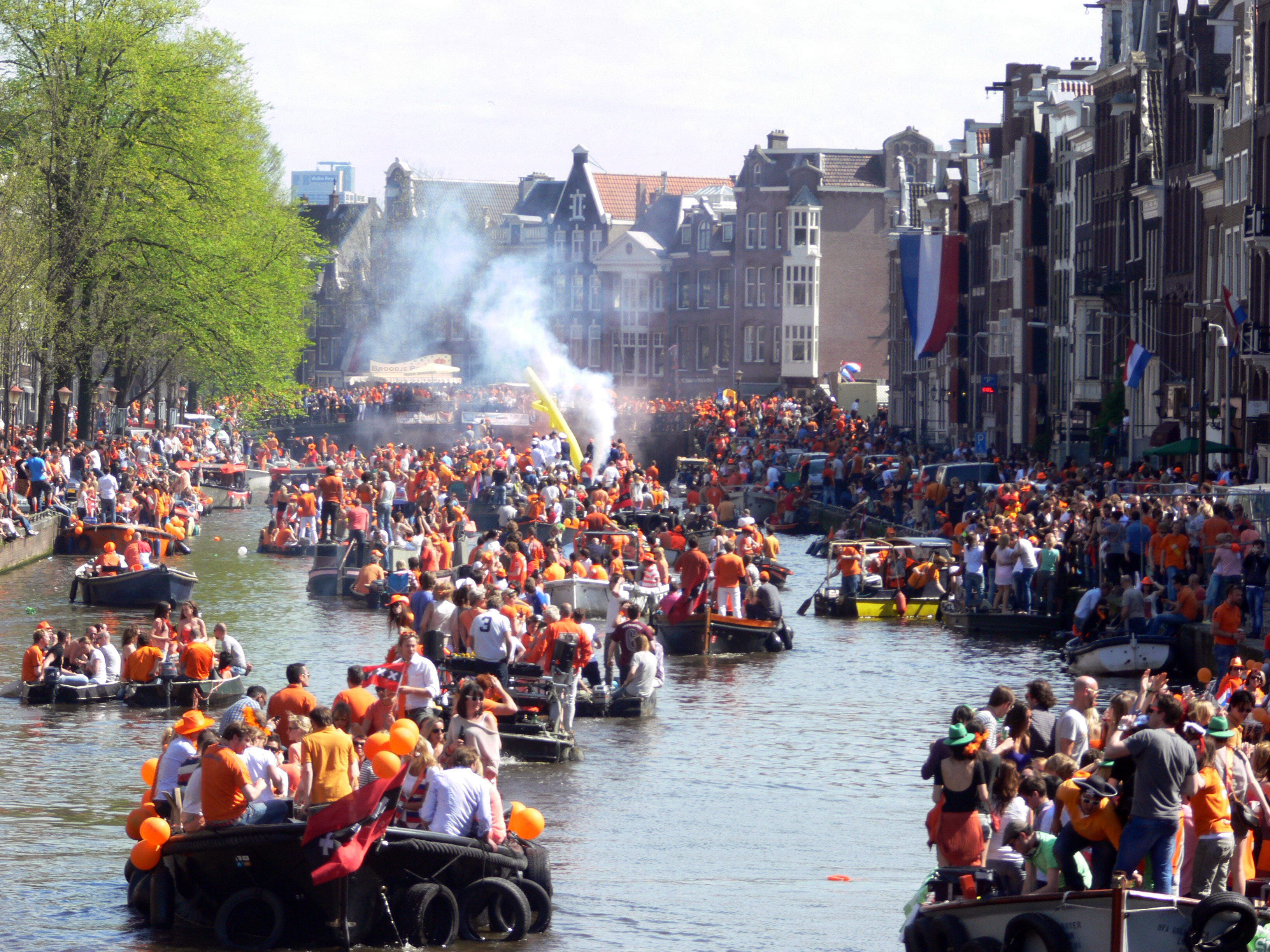
Prinsengracht, obchody Dnia Królowej w 2012 roku

Grachtengordel (dosł. pas kanałów) – nazwa pochodzącego z XVII wieku systemu kanałów (hol. grachten) w centrum Amsterdamu.
W 2010 roku strefa siedemnastowiecznych kanałów koncentrycznych w rejonie Singelgracht została wpisana na listę światowego dziedzictwa UNESCO.

## Nazwa
Dokładnie nie wiadomo, kiedy nazwa grachtengordel została użyta po raz pierwszy. Termin używano w 1920 roku dla określenia XVII-wiecznych kanałów, a w 1924 roku pojawił się w sprawozdaniu z posiedzenia rady miejskiej. W sprawozdaniu mowa była o trzech kanałach (hol. grachten): Herengracht, Prinsengracht i Keizersgracht, z których każdy tworzył „pas” (hol. gordel). Wówczas zaczęto mówić o XVII-wiecznym planie zagospodarowania terenu i poszukiwać jego autora. Pojawiały się nazwiska ówczesnego architekta miasta Daniëla Stalpaerta (1615–1676) oraz rzeźbiarza i architekta Hendricka de Keysera (1565–1621). Za autorstwem de Keysera opowiadał się architekt Abel Antoon Kok, który rozpropagował termin grachtengordel.
Kluczowym dla promocji terminu grachtengordel było ponowne „odkrycie” księgi Grachtenboek (dosł. Księga Kanałów) – serii druków wydanych w latach 1766–1770 z inicjatywy księgarza Bernardusa Mourika pod tytułem Verzaameling van alle de huizen en prachtige gebouwen lang de Keizers- en Heere-grachten der stadt Amsteldam, której reprint opublikował Eelke van Houten w 1922 roku. Księgę z reprintami drzeworytów przedstawiających plany kanałów wydano ponownie w 1962 roku. Zamieszczone w Grachtenboek przedstawienia kartograficzne doskonale oddawały koncentryczny charakter systemu kanałów, co przyczyniło się do postrzegania pierścienia kanałów amsterdamskich jako jednego wielkiego elementu urbanistycznego miasta.

## Historia
Grachtengordel powstał jako rozwinięcie średniowiecznego centrum Amsterdamu, które wskutek przyspieszonego wzrostu gospodarczego zaczęło być coraz bardziej przeludnione pod koniec XVI w.
W latach 1578–1668 miasto przeszło cztery fale ekspansji urbanistycznej. Pierwsza ekspansja nastąpiła w latach 1578–1587, kiedy to wzniesiono wał ziemny, by zabezpieczyć i umocnić wschodni kraniec średniowiecznego miasta, gdzie działały stocznie i doki, a całe miasto otoczono umocnieniami (1585), co spowodowało przekształcenie kanału Singel z fosy w kanał wewnętrzny, przy którym zaczęto stawiać domy mieszkalne.
Druga ekspansja miała miejsce w latach 1592–1596 – granice miasta przesunięto wówczas dalej na wschód do rzeki Amstel a na nowym terenie utworzono m.in. trzy wyspy, na których powstały stocznie i przedsiębiorstwa żeglugowe: Uilenburg z nabrzeżami admiralicji, Marken i Rapenburg, gdzie stanęła stocznia Holenderskiej Kompanii Wschodnioindyjskiej – Peperwerf.
Podczas trzeciej ekspansji w latach 1609/10–1620 wzniesiono kolejne fortyfikacje daleko od ówczesnych murów miejskich, włączając również tereny zachodnie, gdzie stało 3300 domów wzniesionych nielegalnie poza granicami miasta. Miasto zyskało kolejne obszary pod rozbudowę, a plany zagospodarowania przestrzennego opracowali Lucas Jansz Sinck (zm. 1622), Cornelis Dankertsz. De Rey i Hendrick Jacobsz. Staets (1558/1559–1630/1631). Badania wykazały, że albo opierali się na koncepcji miasta idealnego Simona Stevina (1548–1620) albo, że rzemieślnicy znali się na budowie wrażliwych systemów hydraulicznych.
Trzy kanały, biegnące równolegle w pewnej odległości od siebie, miały odwadniać teren. Prace budowlane rozpoczęto w 1613 roku i prawadzono je niemal jednocześnie. Poszerzano kanał wewnętrzny, by utworzyć Herengracht, kopano kanały Keizersgracht (1615) i Prinsengracht (1614). Ziemia wydobyta z kanałów, wymieszana z piaskiem, wzmacniała obszary pomiędzy nimi, na których wznoszono domy na drewnianych palach. Brzegi kanałów na odcinku od Brouwersgracht do Leidsegracht zostały umocnione. Ten nowy obszar miasta nazywano czasem Nieu-Stadt (dosł. Nowym Miastem). W 1613 roku osuszono również rozlegle jezioro na północ od Amsterdamu tworząc Beemster Polder.
Nazwa pierwszego kanału Grachtengordel – Herengracht (dosł. Kanał Panów) nawiązuje do patrycjatu, drugi – Keizersgracht (dosł. Kanał Cesarza) nazwano na cześć władcy Świętego Cesarstwa Rzymskiego Narodu Niemieckiego Maksymiliana I – patrona miasta, natomiast nazwa trzeciego – Prinsengracht (dosł. Kanał Książęcy) przypomina o związkach z domem orańskim.
W trakcie czwartej ekspansji w latach 1656–1668 poszerzono m.in. obszar strefy Grachtengordel pomiędzy Leidsegracht i Plantage Muidergracht. System kanałów rozbudowano – powstały Nieuwe Herengracht, Nieuwe Keizersgracht i Nieuwe Prinsengracht.
W 1663 roku weszło w życie nowe prawo lokalne (hol. keuren) określające maksymalną głębokość domów przy Herengracht i Keizersgracht na 100 stóp amsterdamskich (28,2 m) oraz maksymalną szerokość murów pomiędzy działkami na 9 stóp amsterdamskich. Działki przy Herengracht miały szerokość 30 stóp a przy Prinsengracht jedynie 22 stopy. Budynki nad kanałami nie mogły przekraczać 110 stóp wysokości. Uregulowano nawet kolor drzwi wejściowych, który zyskał nazwę „zieleni amsterdamskiej”.
Działki przy trzech głównych kanałach zostały sprzedane zamożnym kupcom amsterdamskim, a te przy rozchodzących się promieniście ulicach drobnym rzemieślnikom.

## Zabudowa
Poprzez zastosowanie ścisłych regulacji budowlanych, przy kanałach Grachtengordel wyrosły rzędy jednakowo wysokich kamienic o wąskich frontach, różniących się jedynie fasadami i ozdobnymi szczytami. Większość domów jest „głęboka” – domy składają się z części frontowej (hol. voorhuis) i mniejszej, tylnej (hol. achterhuis), oddzielonej dziedzińcem wewnętrznym. Niektóre kamienice, przede wszystkim z okresu czwartej ekspansji, stoją na działkach podwójnych. Obok domów, przy kanałach powstały rezydencje i składy.
Najbardziej okazałe XVII-wieczne kamienice stoją nad kanałem Herengracht na odcinku od Wolvenstraat do Leidsegracht. Przy Herengracht 366 mieści się Muzeum Biblii. Przy Prinsengracht 265–267 znajduje się Dom Anny Frank.
Rezydencje znajdują się na odcinku między Leidsegracht a rzeką Amstel – jest De Gouden Bocht (dosł. Złoty Zakręt).
W 2010 roku strefa siedemnastowiecznych kanałów koncentrycznych w rejonie Singelgracht została wpisana na listę światowego dziedzictwa UNESCO.